# 大原郵便局 (千葉県)
大原郵便局（おおはらゆうびんきょく）は千葉県いすみ市にある郵便局。民営化前の分類では集配普通郵便局であった。

## 概要
住所：〒298-8799 千葉県いすみ市大原8927-1

## 沿革
- 1873年（明治6年） - 大原郵便取扱所として開設[1]。
- 1875年（明治8年）1月1日 - 大原郵便局（五等）となる。
- 1877年（明治10年） - 中魚落（なかいおち）郵便局に改称。
- 1878年（明治11年）4月 - 中魚落郷郵便局に改称。
- 1885年（明治18年）6月10日 - 貯金取扱を開始。
- 1888年（明治21年）12月12日 - 大原郵便局に改称。
- 1890年（明治23年）10月16日 - 為替取扱を開始。
- 1961年（昭和36年）8月1日 - 電話交換業務を大原電報電話局に移管[2]。
- 1962年（昭和37年）6月16日 - 特定郵便局から普通郵便局に局種別改定。
- 1963年（昭和38年）10月6日 - 和文電報配達事務を大原電報電話局に移管。
- 1980年（昭和55年）2月 - 局舎新築。
- 2000年（平成12年）8月14日 - 外国通貨の両替および旅行小切手の売買に関する業務取扱を開始。
- 2007年（平成19年）10月1日 - 民営化に伴い、併設された郵便事業大原支店に一部業務を移管。
- 2012年（平成24年）10月1日 - 日本郵便株式会社発足に伴い、郵便事業大原支店を大原郵便局に統合。

## 取扱内容
- 郵便、印紙、ゆうパック、内容証明
- 貯金、為替、振替、振込、国際送金、国債、投資信託
- 生命保険、バイク自賠責保険、自動車保険
- ゆうちょ銀行ATM
- いすみ市内の一部地域（〒298-0xxx）の集配業務
- ゆうゆう窓口

## 周辺
- 大原海水浴場
- 国道128号
- 塩田川

## アクセス
- JR外房線、いすみ鉄道いすみ線 大原駅から徒歩約10分
- いすみ市民バス（市内循環線） 大原郵便局前停留所下車
- 国道465号沿い
- 駐車場あり：8台